# GRB 111209A
GRB 111209A是雨燕γ射线暴任务于2011年12月9日观测到的持续时间最长的伽马射线暴。它的持续时间超过7小时，这意味着该事件的前身与正常的长伽玛暴不同。人们首先提出这一事件的起源是一颗低金属丰度的蓝超巨星。后来，也有人提出，这次事件是一类新型伽马暴——超长伽玛暴的原型。
伽马射线暴与磁星驱动的超新星2011kl相关，这是一个介于传统伽马射线暴超新星和超光度超新星之间的中间光度物体。